# Eusko Gudariak

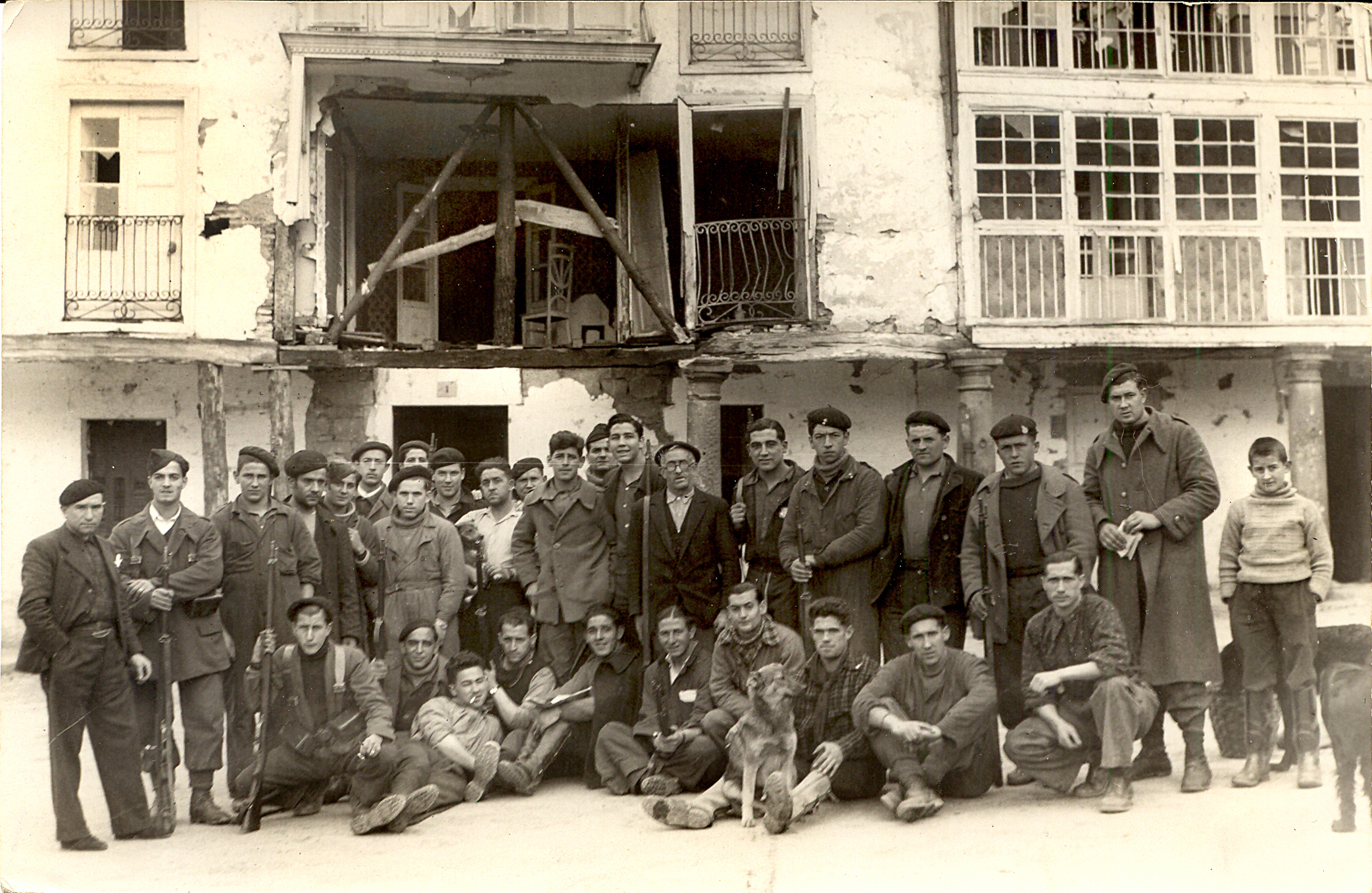
Soldats basques pro-républicains à Elgeta en 1936-1937.

Eusko Gudariak (Les soldats basques en euskara) était l'hymne de l’Eusko Gudarostea, armée du gouvernement basque durant la guerre d'Espagne. Il s'agit d'un chant traditionnel basque. Les paroles furent composées par José María Gárate (eu) en 1932 sur l'air traditionnel Atzo Bilbon nengoan originaire d'Alava. Le Capitaine Alejandro Lizaso Eizmendi ajouta par la suite le second couplet.

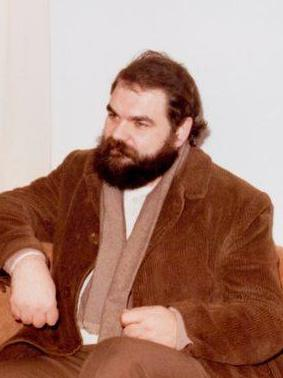
Mario Onaindia Natxiondo en 1980

L'hymne se popularisa largement parmi les militants nationalistes basques après le procès de Burgos en décembre 1970 lors duquel l'un des accusés, Mario Onaindia, l'entonna dans l'enceinte du tribunal. Le chant devint dès lors un rituel symbolique fréquemment utilisé lors de manifestations de la mouvance abertzale radicale, notamment lors des cérémonies funéraires de militantes d'ETA. Partagé également par le courant plus modéré du nationalisme, il revêt désormais une dimension radicale assumée,.
Le 5 février 1981, le chant fut entonné par des membres d'Herri Batasuna à la Gernikako Batzarretxea pendant un discours du roi Juan Carlos lors de sa première visite officielle au Pays basque. Ce dernier aurait répondu : "¡Cantad más alto...! ¡Hombre, que no os oigo!" ("Chantez plus fort, je ne vous entends pas !").
Joseba Tapia dans son album Agur Intxorta Maite 1936-37 gudako kantuak en interprète une version avec quelques variantes biscayennes (gera au lieu de gara ou encore goiko au lieu de mendi la montagne en basque). Il ajoute également plusieurs autres couplets.
En l'honneur du courage des Basques ayant libéré Bordeaux en 1944 et participé à de nombreuses guerres françaises, "Eusko Gudariak" est chanté aussi par un régiment de l'armée française.[réf. nécessaire]

## Paroles
Eusko Gudariak gara
Euskadi askatzeko.
Gerturik daukagu odola
bere aldez emateko.
Irrintzi bat entzun da
mendi tontorrean,
goazen gudari danok
Ikurriña atzean.
Irrintzina est un long cri imitant le hennissement du cheval utilisé traditionnellement par les bergers basques pour se signaler dans les montagnes.

## Traduction
Nous sommes les soldats basques
Pour libérer le Pays Basque.
Notre sang est prêt
Pour être versé pour lui.
Un cri a été entendu
Au sommet de la montagne.
Allons-y tous les soldats
Derrière l'Ikurriña.